# Società Sportiva Cosmos
S.S. Cosmos é uma equipe são-marinense de futebol com sede em Serravalle. Disputa a primeira divisão de San Marino (Campeonato Sanmarinense de Futebol).
Seus jogos são mandados no San Marino Stadium, que possui capacidade para 7.000 espectadores.

## História
O S.S. Cosmos foi fundado em 1979.

## Títulos
- Campeonato Sanmarinense de Futebol: 2

2000-01, 2022-23
- Coppa Titano: 4

1980, 1981, 1995, 1999
- Trofeo Federale: 3

1995, 1998, 1999